# ムリアルド
ムリアルド(伊: Murialdo)は、イタリア共和国リグーリア州サヴォーナ県にある、人口約800人の基礎自治体（コムーネ）。

## 地理

### 位置・広がり

#### 隣接コムーネ
隣接するコムーネは以下の通り。括弧内のCNはクーネオ県所属を示す。
- カリッツァーノ
- カステルヌオーヴォ・ディ・チェーヴァ (CN)
- マッシミーノ
- ミッレージモ
- オジーリア
- ペルロ (CN)
- プリエーロ (CN)
- ロッカヴィニャーレ

### 地震分類
イタリアの地震リスク階級 (it) では、3 に分類される
。

## 行政

### 分離集落
ムリアルドには、以下の分離集落（フラツィオーネ）がある。
- Colle dei Giovetti, Isolagrande, Piano, Ponte, Riofreddo, Valle

## 姉妹都市
- シュヴァイヒ、ドイツ 1994年